# Nils Silfverskiöld
Nils Otto Silfverskiöld (* 3. Januar 1888 in Göteborg; † 18. August 1957 in Stockholm) war ein schwedischer Turner.

## Erfolge
Nils Silfverskiöld, der für den Verein Upsala GF turnte, nahm 1912 an den Olympischen Spielen in Stockholm teil. Bei diesen gehörte er zur schwedischen Turnriege im Wettbewerb, der nach dem sogenannten schwedischen System ausgetragen wurde. Dabei traten insgesamt drei Mannschaften an, die aus 16 bis 40 Turnern bestehen und während des einstündigen Wettkampfs gleichzeitig antreten mussten. Es wurden die Ausführungen der geturnten Übungen an den Geräten bewertet, aber auch das Verlassen und der Wechsel der Geräte sowie der Einmarsch zu Beginn. Das Gesamtergebnis war ein Durchschnittswert der Ergebnisse aller Turner. Neben den Schweden traten auch Turnriegen aus Norwegen und Dänemark an. Mit 937,46 Punkten setzten sich die Schweden deutlich gegen ihre Konkurrenten durch: Die Dänen erzielten 898,84 Punkte und belegten damit vor den drittplatzierten Norwegern mit 857,21 Punkten den zweiten Platz.
Silfverskiöld gewann zusammen mit Per Bertilsson, Carl-Ehrenfried Carlberg, Boo Kullberg, Nils Granfelt, Oswald Holmberg, Anders Hylander, Axel Janse, Sven Landberg, Per Nilsson, Curt Hartzell, Axel Norling, Daniel Norling, Sven Rosén, Benkt Norelius, Carl Silfverstrand, John Sörenson, Yngve Stiernspetz, Karl-Erik Svensson, Karl Johan Svensson, Knut Torell, Edward Wennerholm, Claës-Axel Wersäll und David Wiman die Goldmedaille und wurde somit Olympiasieger.
Er war als Chefarzt an verschiedenen Krankenhäusern tätig und insgesamt viermal verheiratet. Er war zudem Schwiegervater von Stan Getz, der 1956 seine Tochter Monica Silfverskiöld heiratete.